# Bisdom Rožňava
Het bisdom Rožňava (Latijn: Dioecesis Rosnaviensis, Slowaaks: Rožňavská diecéza) is een in Slowakije gelegen rooms-katholiek bisdom met zetel in de stad Rožňava. Het bisdom behoort tot de kerkprovincie Košice en is samen met het bisdom Spiš suffragaan aan het aartsbisdom Košice.

## Geschiedenis
Op voorstel van Maria Theresia, koningin van Hongarije, werd door paus Pius VI, in het noorden van het koninkrijk Hongarije een bisdom opgericht met zetel in Rožňava (Hongaars: Rozsnyó). Dit bisdom werd suffragaan aan het aartsbisdom Esztergom. In 1977 werden de Slowaakse gebieden losgemaakt van de Hongaarse kerkprovincies en er werd een Slowaakse kerkprovincie gecreëerd. In 1995 werd Slowakije gedeeld in twee kerkprovincies: Bratislava-Trnava en Košice. De bisdommen Rožňava en Spiš ressorteerden vanaf dat moment onder de kerkprovincie Košice.

## Bisschoppen van Rožňava
- 1776-1776: Ján Galgóczy
- 1776-1780: Antal Révay
- 1780-1799: Antal Andrássy
- 1801-1810: František Szányi
- 1814-1824: László Esterházy
- 1825-1827: František Lajčák
- 1828-1839: Ján Krstiteľ Scitovský
- 1840-1842: Dominik Zichy
- 1845-1850: Vojtech Bartakovics
- 1850-1869: István Kollárcsik
- 1872-1895: Jurai Schopper
- 1896-1905: Ján Ivánkovic
- 1905-1920: Ludovicus Baláš de Sipek
  - 1925-1925: Jozef Čársky (administrator)[2]
  - 1925-1939: Michal Bubnič (administrator)
- 1939-1945: Michal Bubnič (bisschop, voor het op Hongaars grondgebied gelegen deel van het bisdom.)
  - 1939-1946: Jozef Čársky (administrator met centrale zetel in Prešov, voor het op Slowaaks grondgebied gelegen deel van het bisdom.)[3]
  - 1949-1972: Róbert Pobožný (administrator)
- 1990-2008: Eduard Kojnok
- 2008-2015: Vladimír Filo
- 2015-heden: Stanislav Stolárik

## Illustraties

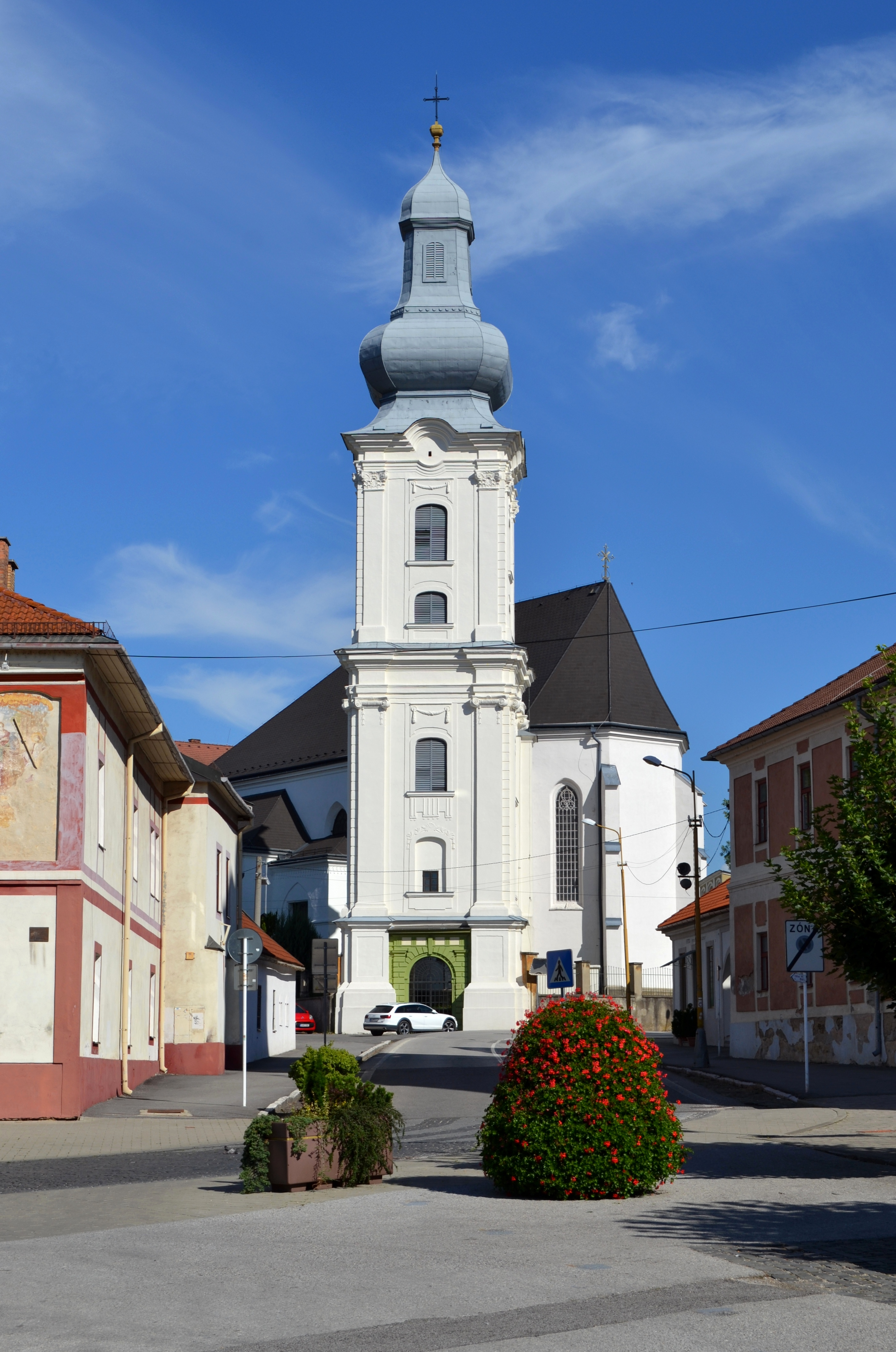
Kathedraal van Rožňava
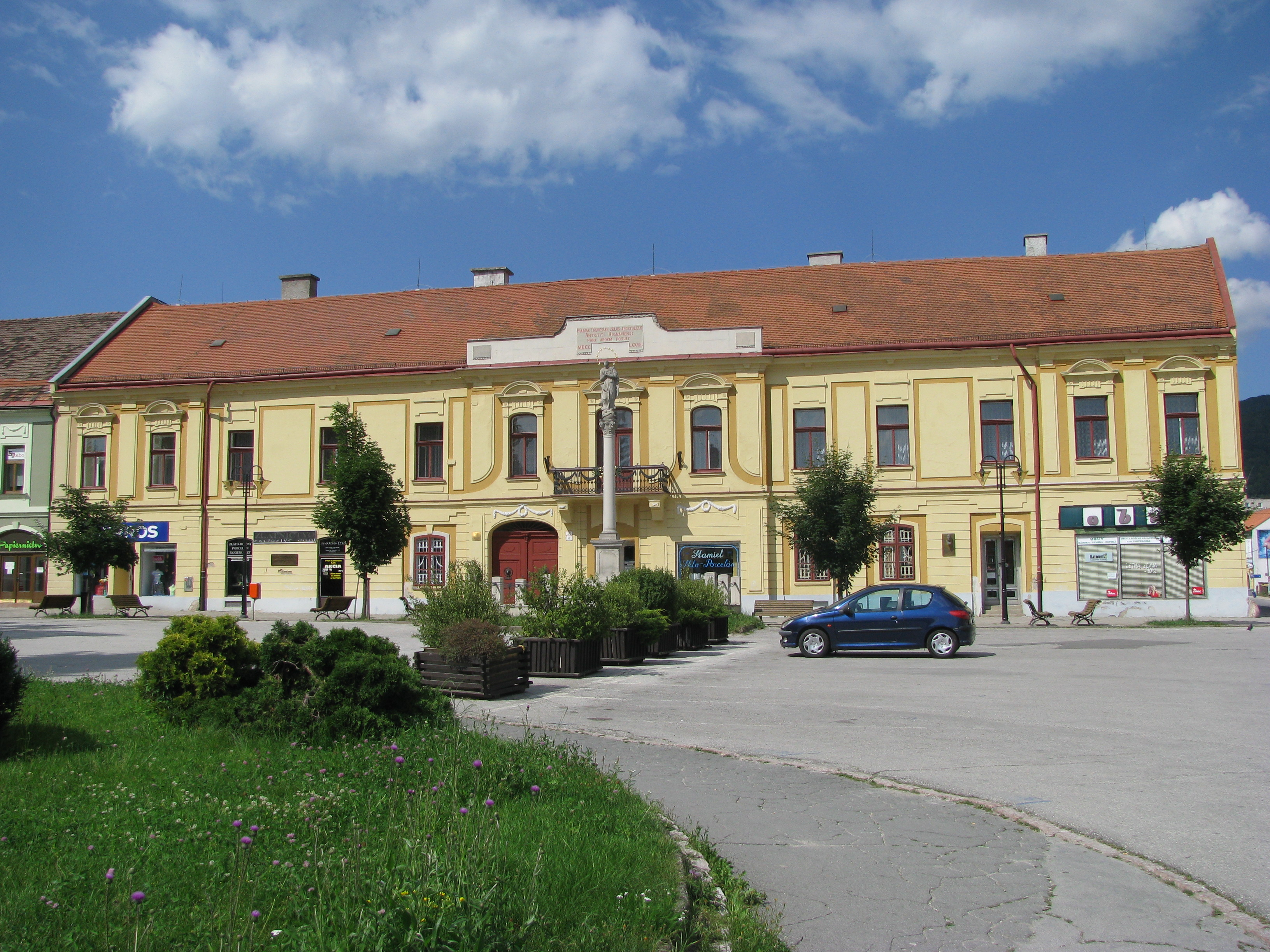
Bisschoppelijk paleis in Rožňava